# Osvračín

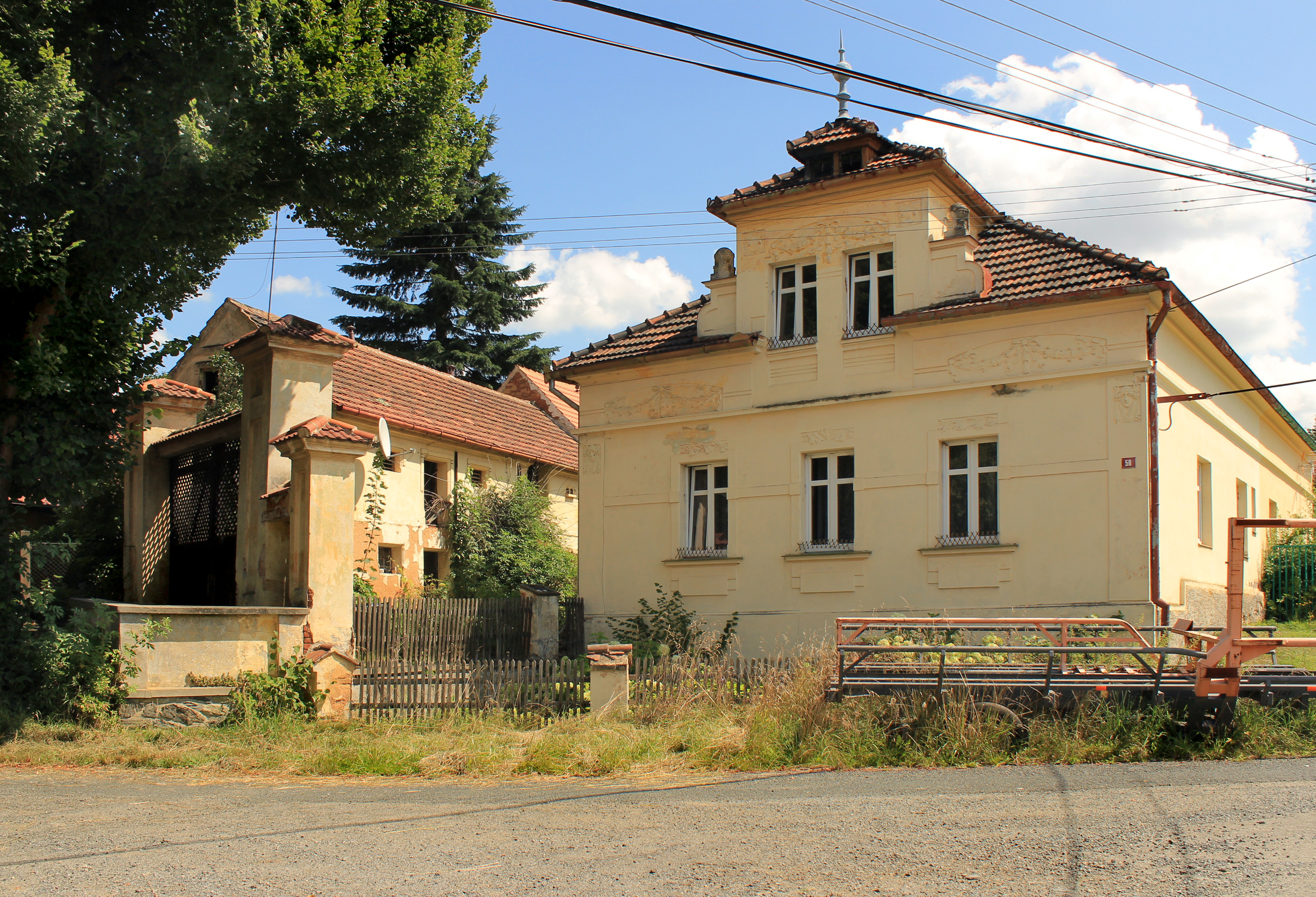
Osvračín

Osvračín (deutsch Wostratschin) ist eine Gemeinde in Tschechien. Sie liegt acht Kilometer östlich von Horšovský Týn und gehört zum Okres Domažlice.

## Geographie
Osvračín befindet sich in der Chodská pahorkatina an der Einmündung des Baches Dravý potok in die Zubřina. Im Südosten erheben sich die Kobylany (474 m), westlich die Peřina (454 m).
Das Dorf liegt an der Bahnstrecke Plzeň–Furth im Wald.
Nachbarorte sind Vránov im Norden, Staňkov und Hlohová im Nordosten, Močerady, Srbice und Nové Dvory im Osten, Mimov im Südosten, Kanice, Hvízdalka und Lštění im Süden, Malonice, Františkov und Chotiměř im Südwesten, Lazce und Horšovský Týn im Westen sowie Semošice und Křenovy im Nordwesten.

## Geschichte
Die erste urkundliche Erwähnung des Ortes erfolgte im Jahre 1289 als Besitz des Zdeslav von Osvračín, der als Stammvater des Geschlechts Dobrohošť von Ronšperk gilt. Sein Sitz war die Burg Osvračín, die er wahrscheinlich auch erbauen ließ. Zu den nachfolgenden Burgherren gehörte in den Jahren 1384–1394 Nechval von Osvračín, der auch das Kopatronat für die hiesige Kirche innehatte. Die Herren von Osvračín hielten die Burg bis zum Anbruch des 15. Jahrhunderts. Danach wechselten die Besitzer oftmals und taten wenig zur Instandhaltung der kleinen Burg. Als Půta Švihovský 1475 das Gut Osvračín erwarb und seiner Herrschaft Švihov zuschlug, war die Burg in einem schlechten Bauzustand. Da sie ihre Bedeutung als Adelssitz verloren hatte, wurde sie dem Verfall überlassen und gilt seit dem 16. Jahrhundert als wüst.
Nach der Abtrennung des Gutes Osvračín von Švihov entstand etwa in der Mitte des 16. Jahrhunderts inmitten des Dorfes ein befestigter Herrensitz. Osvračín bestand im Jahre 1657 aus 25 Anwesen und hatte 103 Einwohner. Im 18. Jahrhundert ließen die Freiherren Hildprandt von und zu Ottenhausen die Feste zu einem einfachen spätbarocken Schloss umgestalten. Im Jahre 1785 war das Dorf auf 70 Häuser angewachsen. 1788 wurde in Osvračín eine eigene Schule errichtet, im Jahre 1792 wurde darin 69 Kinder aus Osvračín, Mimov und Močerady unterrichtet.
Nach 1800 hatte das Gut keine beständigen Besitzverhältnisse, es wurde in dieser Zeit zwischen sechs verschiedenen Adelsgeschlechtern weitergereicht. Im Jahre 1838 bestand Osvračín aus 100 Häusern. 1841 kaufte der Glasfabrikant Ziegler das Gut, das danach bis 1945 im Familienbesitz blieb.
Nach der Aufhebung der Patrimonialherrschaft bildete Osvračín / Wostratschin ab 1850 eine Gemeinde im Klattauer Kreis und Gerichtsbezirk Bischofteinitz. 1857 wurde ein neues Schulhaus eingeweiht. Ab 1868 gehörte die Gemeinde zum Bezirk Bischofteinitz. 1913 lebten in den 126 Häusern von Osvračín 721 durchweg tschechischsprachige Personen. Im Jahre 1930 hatte das Dorf 692 Einwohner. In den 1930er Jahren wurden in der dreiklassigen Dorfschule ca. 85–95 Kinder unterrichtet. Infolge des Münchner Abkommens wurde Osvračín, das bei der „Resttschechei“ verblieb, 1938 vom Bezirk Bischofteinitz / Okres Horšovský Týn abgetrennt und bis 1945 dem Bezirk Taus / Okres Domažlice zugeordnet.
Seit der Aufhebung des Okres Horšovský Týn im Jahre 1960 gehört das Dorf zum Okres Domažlice. 1961 wurden Mimov und Dohalice von Lštění nach Osvračín umgemeindet. Von 1974 bis 1990 gehörte auch Močerady als Ortsteil zu Osvračín. Beim Zensus von 1991 hatte der Kernort Osvračín 457 Einwohner, im Jahre 2001 waren es 490. In Osvračín gibt es einen Kindergarten und eine Grundschule.

## Gemeindegliederung
Die Gemeinde Osvračín besteht aus den Ortsteilen Dohalice (Dohalitz), Mimov (Mimowa) und Osvračín (Wostratschin).

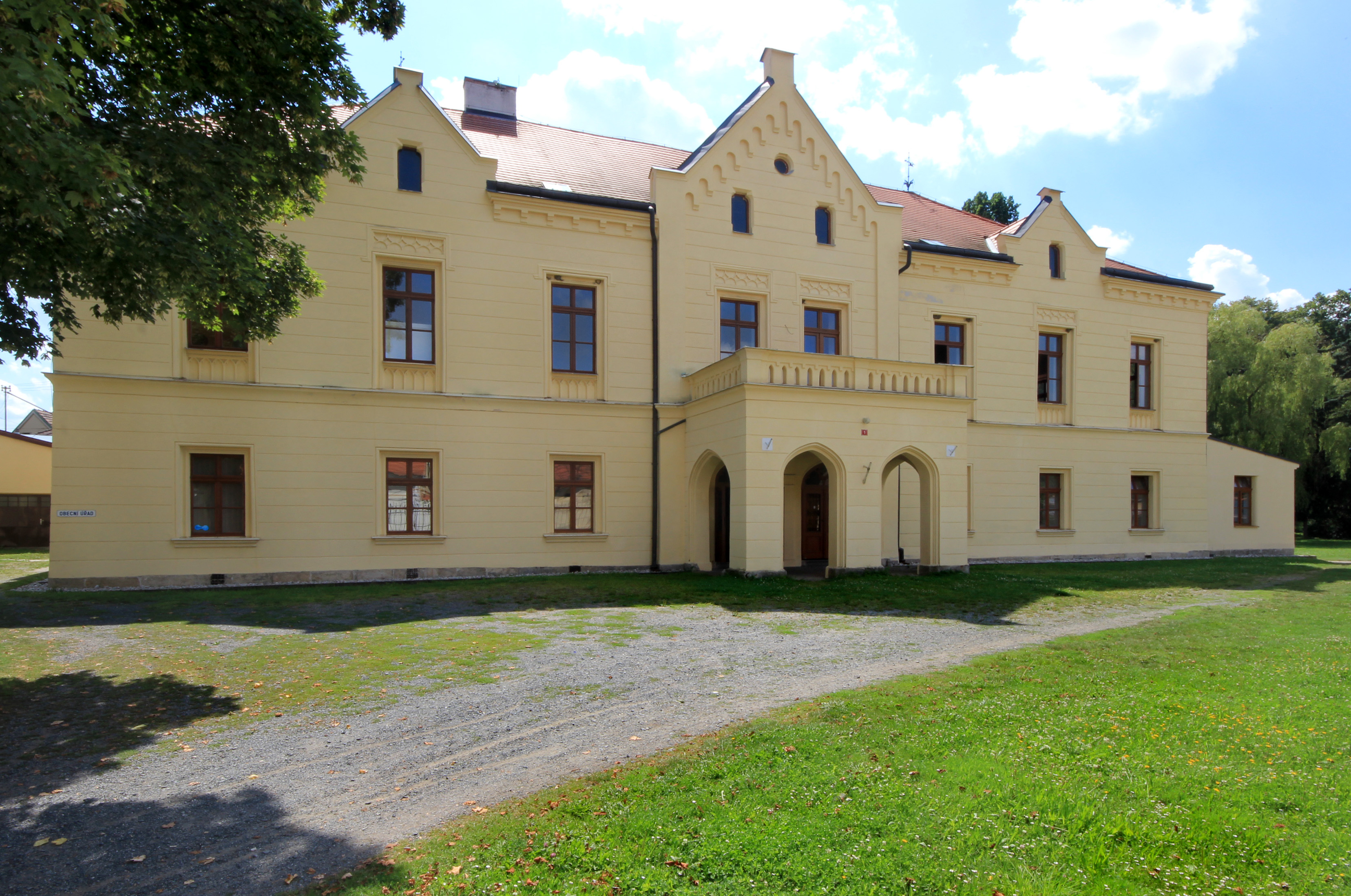
Schloss Osvračín

## Sehenswürdigkeiten
- Schloss Osvračín, das zweiflügelige, von einem Park umgebene Bauwerk im Zentrum von Osvračín erhielt seine heutige Gestalt in den 1880er Jahren, als die Familie Ziegler das Schloss aufstocken und die Fassade in neogotischen Stil herrichten ließ. 1945 wurde die Familie Ziegler enteignet, ein Jahr später wurde es dem Sokol übertragen. Im Jahre 1999 erwarb die Gemeinde das verfallene Schloss und begann mit der Sanierung. Seit 2005 ist in einem Flügel das Gemeindeamt untergebracht.
- Kirche Mariä Wiegenfest, 1384 erstmals erwähnt
- Reste der Burg Osvračín, östlich des Ortes auf einem bewaldeten Sporn über dem Dravý potok. Sie wurde wahrscheinlich in der zweiten Hälfte des 13. Jahrhunderts von Zdeslav von Osvračín erbaut.
- Kapelle in Mimov